# Virtual Revolution
Pour plus de détails, voir Fiche technique et Distribution.
Virtual Revolution, également connu sous le titre 2047: Virtual Revolution, est un film de science-fiction policier franco-américain réalisé par Guy-Roger Duvert, sorti en 2016.

## Synopsis
En 2047, dans une mega-cité, où presque la totalité de la population vit connectée dans des mondes virtuels, un agent, en contrat avec une société multinationale productrice d’univers virtuels, doit traquer des terroristes, à la fois dans le monde virtuel et la réalité.

## Fiche technique
- Titre original : Virtual Revolution ou 2047: Virtual Revolution
- Réalisation : Guy-Roger Duvert
- Scénario : Guy-Roger Duvert
- Musique : Guy-Roger Duvert
- Montage : Sylvain Franchet
- Photographie : Cyril Bron
- Direction Artistique : Marc Azagury
- Décors : Marc Azagury & Irene Marinari
- Costumes : Mathilde Fontaine et Rosalida Medina
- Producteurs : Guy-Roger Duvert
  - Producteur délégué : Nicolo Laurent et Gil Aglaure
  - Producteur exécutif : Olivier Biercewicz
- Production : Lidderdalei Productions
- Distribution : Koan
- Co-production & Distribution France : Tachkent Productions
- Pays d'origine :  États-Unis,  France
- Durée : 92 minutes
- Genre : Science-fiction policière
- Dates de sortie :
  -  France :
    - 11 mai 2016 (Marché du film de Cannes)
    - 12 octobre 2016

  -  États-Unis : 4 juin 2016 (Dances With Films Festival)

## Distribution
- Mike Dopud : Nash
- Jane Badler : Dina
- Jochen Hägele : Stilson
- Maximilien Poullein : Morel
- Kaya Blocksage : Camylle
- Petra Silander : Kate
- Nicolas Van Beveren : Jon
- Elie Haddad : Camille
- Emilien De Falco : Swal
- Eric Kailey : Vardag
- Zoe Corraface : Dalwyn
- Melissa Mars : Finlen
- Aurore Klein : Lover#2

## Adaptations

### BD
Le 29 Aout 2018, les éditions Sandawe sortent le Tome 1 de Virtual révolution (préquel au film).

### Roman
Le 10 Aout 2020, Guy-Roger Duvert et Rutger Van de Steeg sortent le roman Virtual Révolution 2046, on y retrouve les personnages du film et de la BD.